# Constant Roudaut
Pour les articles homonymes, voir Roudaut.
Constant Roudaut, né le 1er mai 1914 à Lambézellec et mort le 12 août 1950 à Bozoum (République centrafricaine), est un militaire français, officier des Forces françaises libres et Compagnon de la Libération.

## Biographie
Constant Roudaut, né le 1er mai 1914 à Lambézellec (Finistère), orphelin de la Guerre de 14-18.
Enfant de troupe de l'École d'Autun, il s'engage au 48e Régiment d'infanterie à 18 ans.
Sergent-chef en 1936, il entre à Saint-Maixent l'année suivante et en sort sous-lieutenant, en septembre 1938. Il est alors affecté au 2e RIC à Brest.
À la déclaration de la guerre en 1939, le 2e RIC envoie au Levant un bataillon pour y former le 24e RIC ; Constant Roudaut en fait partie.
En juin 1940, il sert au 3e Bataillon du 24e RIC qui assume, aux côtés de la garnison britannique, la défense de l'île de Chypre.
L'annonce de l'Armistice lui cause une profonde affliction mais renforce sa détermination à continuer la lutte. Il se substitue à son capitaine hésitant et rallie au capitaine Lorotte la majorité de la 11e Compagnie. Emmené par le capitaine Lorotte, le 3e Bataillon qui refuse de retourner à Tripoli, se rassemble à Nicosie où il est reçu avec enthousiasme par les Britanniques.
Le 21 juillet 1940, ces 350 volontaires français sont dirigés vers l'Égypte où ils retrouvent 150 camarades du 24e RIC commandés par le capitaine Folliot. Réunis au camp de Moascar, les volontaires français décident de prendre le nom de 1er Bataillon d'infanterie de marine (1er BIM) et constituent, pour les Britanniques, le premier élément des Free French (Français libres).
Promu lieutenant le 15 septembre 1940, Constant Roudaut prend part, à partir de décembre 1940, comme chef de section, avec les Britanniques, à la première campagne de Libye et aux premières victoires des Alliés au Western Desert, à Bardia, Tobrouk, Adjedabia.
Il est promu capitaine à titre temporaire le 25 juin 1941 pendant la campagne de Syrie où il combat avec la 3e Compagnie du BIM.
Après la campagne de Syrie, sa compagnie est rattachée au 3e Bataillon de Légion étrangère dans le cadre de la Division légère commandée par le général Koenig. Constant Roudaut combat ensuite en Libye, et notamment à Bir-Hakeim ; le 11 juin 1942, lors de la sortie de vive force de Bir-Hakeim, alors que Jacques Savey commandant du BIM et le lieutenant-colonel Broche commandant du Bataillon du Pacifique (BP 1) sont tués, Constant Roudaut fusionne les éléments rescapés du 1er BIM et du BP 1 qui formeront désormais le Bataillon d'infanterie de marine et du Pacifique (BIMP).
Il combat avec le BIMP à El Alamein en octobre 1942 puis en Tunisie en 1943 puis en Italie en 1944. Lorsque le 16 mai 1944, le commandant Magny est tué à San Giorgio, il prend provisoirement le commandement du Bataillon avant de le céder au commandant Magendie dont il devient l'adjoint efficace.
Il débarque en Provence en août 1944 et prend part aux opérations de libération du territoire national.
Il combat dans les Vosges et, en 1945, participe activement à la campagne d'Alsace. Du 7 au 11 janvier 1945, il se distingue, comme commandant du point d'appui d'Herbsheim. Attaqué à trois reprises par l'infanterie ennemie appuyée de chars, il repousse tous les assauts et maintient intacte la position lors de la poussée allemande au sud de Strasbourg. Le 7, il inflige des pertes considérables à l'ennemi en hommes et matériel. Le lendemain, il stoppe, avec un seul canon et ses armes automatiques, l'infanterie allemande qui attaque le village sur la face est. Le 9, renforcé par quelques effectifs, il contient pendant toute la journée l'attaque débouchant du Nord. Il détruit quatre chars ennemis et fait dix prisonniers au cours d'une contre-attaque et infligea à l'ennemi des pertes lourdes.
Le capitaine Roudaut termine la guerre dans le sud des Alpes en 1945.
Il quitte alors l'Armée et passe dans l'Administration coloniale. Administrateur adjoint de 1re classe, en 1946, il est successivement chef de district en Oubangui-Chari à M'Baïki et à Paoua ; il réussit pleinement dans ses fonctions malgré une santé fragile.
Il rentre en France pour un court congé et repart en mars 1950 en Oubangui-Chari où il reçoit le commandement de son ancien district de Paoua.
Mais très fatigué, il doit finalement s'aliter et faire appeler le médecin du poste voisin. Le docteur en tournée ne reçoit pas son appel, Roudaut décide alors de s'évacuer lui-même en camion; quand il arrive à Bozoum il est trop tard. Malgré deux jours de soins, il meurt le 12 août 1950, puis est inhumé à Bozoum.

## Distinctions
- Officier de la Légion d'honneur
- Compagnon de la Libération par décret du 2 juin 1943[1]
- Croix de guerre 1939-1945 (6 citations)